# Državna cesta D406
D406 je državna cesta u Hrvatskoj. Ukupna duljina iznosi 2,9 km.